# Kondycje
"Kondycje" – warunki, jakie musiałaby spełnić Anna Romanowa, gdyby chciała zasiąść na carskim tronie. "Kondycje" zostały stworzone przez członków Najwyższej Tajnej Rady, aby ograniczyć władzę carską na rzecz uprzywilejowanych najpotężniejszych rodów arystokratycznych Rosji – tak jak to bywało w przeszłości. Pomysłodawcy głównie odwoływali się do zdobyczy angielskiego oraz szwedzkiego parlamentaryzmu, opacznie przy tym interpretując myśl oświeceniową zachodnich państw Europy. W Rosji parlamentu nie było w związku z funkcjonowaniem samodzierżawia. W związku z tymi warunkami carowa miała stać się marionetką w rękach carskich arystokratów.

## Warunki
Kondycje nakładały na władczynię podporządkowanie się Najwyższej Tajnej Radzie, która została powiększona do 21 osób i to Rada decydowała o:
- wypowiedzeniu wojny,
- zawarciu pokoju,
- nominacji na najwyższe urzędy w państwie,
- nadaniu majątków ziemskich,
- ustaleniu wysokości podatków,
- zawarciu nowego związku małżeńskiego,
- wyznaczeniu nowego następcy tronu.

Armia oraz gwardia miały zostać pod zarządem Rady. Imperatorowa miała zakaz sprowadzenia swojego kurlandzkiego faworyta, Ernesta Jana Birona. Miała też zostać przy swojej dotychczasowej tytulaturze, a mianowicie księżnej Kurlandii. Mogła natomiast bez przeszkód rozporządzać swoim dworem, na który zostały nałożone dotacje finansowe. Członkowie Rady posłużyli się też argumentem jakoby "jako kobieta nie podoła trudom rządzenia". W tym celu zwołano radę (tzw. wysznieje prawitielstwo), składającą się ze 120 osób, do "pomocy" carowej w najważniejszych sprawach politycznych. Zwołano jeszcze radę, składającą się z zaledwie 100 członków, do rozpatrywania zagadnień ekonomicznych (tzw. niżnieje prawitielstwo). W przypadku złamania któregoś z punktów władza Annie miała zostać odebrana.

## Skutki

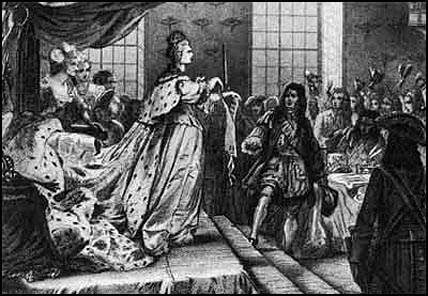
Anna Romanowa drąca "Kondycje"

Anna Romanowa zdecydowała się podpisać "Kondycje", ponieważ została zapewniona, że warunki przyjęli reprezentanci wszystkich warstw społecznych w Moskwie. Obiecała tym samym dotrzymać punktów w dokumencie. Jednak w zapewnienia carowej uwierzyły tylko osoby, które nie posiadały doświadczenia w polityce.
Już po miesiącu sytuacja zaczęła ewoluować w nowym kierunku. Stronnicy samodzierżawia zachęcali Annę do zerwania poprzednich postanowień. W Moskwie oraz w Petersburgu prowadzono kampanię na rzecz przywrócenia jedynowładztwa. Zbierano podpisy pod petycjami do imperatorowej. Znalazło się tam ponad tysiąc znanych nazwisk. Również gwardia zaprotestowała przeciwko podpisywaniu "Kondycji", powołując się na fakt, że chciała służyć samowładnej carowej, jak to było w przypadku jej przodków. Kiedy, Anna publicznie wystąpiła w Moskwie, pytając się, czy punkty "Kondycji" były wolą narodu, lud zaprzeczył. W tej sytuacji imperatorowa zdecydowała się podrzeć "Kondycje" i przywrócić w Rosji samodzierżawie.